# عزيز الرحمن الديوبندي
عزيز الرحمن الديوبندي (1275 - 1347 هـ / 1858 - 1928 م) هو عالم مسلم، من أهل الهند.
هو عزيز الرحمن بن فضل الرحمن العثماني الديوبندي. ولد ببلدة ديوبند، وتلقى عن علماء دار العلوم في ديوبند وبعدها قصد الحجاز (1887 م) وأخذ عن إمداد الله المهاجر المكي الهندي، بعدها رجع إلى ديوبند وأخذ الحديث عن فضل الرحمن البكري المراد أبادي في بلدة كنج مراد آباد.
من آثاره «حاشية على ميزان البلاغة» لعبد العزيز بن ولي الله الدهلوي، ومجموعة فتاوى، و«منحة الجليل ببيان ما في معالم التنزيل» للبغوي.